# Павле (име)
Павле (грч. Παύλος, лат. Paulus) је мушко име старогрчког порекла и има значење: мали. Женски облик имена је Паула.

## Варијације у језицима
-,
-,
-,
-,
-.
-,
-,
-,
-,
-,
-,
-.

## Имендани
- 15. јануар.
- 18. јануар.
- 25. јануар.
- 10. фебруар.
- 22. фебруар.
- 1. април.
- 28. април.
- 26. јун.
- 29. јун.
- 30. јун.
- 19. октобар.

## Познате личности
- Апостол Павле
- Папа Јован Павле I
- Папа Јован Павле II
- Патријарх српски Павле
- Кнез Павле Карађорђевић
- Павле Јуришић Штурм
- Павле Вуисић